# Antoni Tworek (1936–2020)
Antoni Tworek (ur. 1936 w Padwi Narodowej, zm. 21 października 2020) – polski duchowny rzymskokatolicki, twórca i wieloletni kustosz Muzeum Parafialnego im. Stróżów Bożego Grobu w Chełmie.

## Życiorys
Był synem Jana i Franciszki z domu Roguz. Egzamin dojrzałości złożył w 1953 w Mielcu. Studiował w Wyższym Seminarium Duchownym w Tarnowie, a po ukończeniu studiów filozoficzno-teologicznych 29 czerwca 1959 przyjął święcenia kapłańskie w Tarnowie z rąk biskupa Karola Pękali. Jako wikariusz pracował w parafiach w Rytrze (od 22 sierpnia 1959 roku), Łącku (od 1 sierpnia 1962 roku), Wilczyskach (od 24 czerwca 1967 roku) i Limanowej (od 24 czerwca 1970 roku).
2 sierpnia 1971 został mianowany proboszczem parafii pw. Narodzenia św. Jana Chrzciciela w Chełmie i funkcję tę sprawował do przejścia na emeryturę w 2006, pozostając aż do swojej śmierci rezydentem tejże parafii. Pełnił również obowiązki notariusza Dekanatu Bochnia Zachód.
W 1999 założył Muzeum Parafialne im. Stróżów Bożego Grobu w Chełmie, będące pierwszym muzeum bożogrobców w Polsce i przez wiele lat opiekował się nim jako kustosz. Był autorem dwóch książek: monografii Chełm i Przyrabie oraz przewodnika Przewodnik po Chełmie i Muzeum Parafialnym. W okresie kiedy pełnił funkcję proboszcza chełmskiej parafii doprowadził również do odrestaurowania świątyni (zwłaszcza wewnątrz) oraz budowy kaplicy cmentarnej, a także do powstania parafii w Gierczycach (które niegdyś wraz z Dąbrowicą i Nieszkowicami Małymi stanowiły część parafii Chełm).
W uznaniu zasług otrzymał w 1972 diecezjalne odznaczenie Expositorium Canonicale oraz w 1983 roku diecezjalny przywilej Rochettum et Mantolettum. 
Zmarł 21 października 2020. Został pochowany na cmentarzu miejscowym w Chełmie.

## Wybrana bibliografia autorska
- Chełm i Przyrabie („Comdruk”, Tarnów 1999; ISBN 83-908627-1-9)
- Przewodnik po Chełmie i Muzeum Parafialnym (Oficyna Wydawnicza w Brzesku, Brzesko 2009)